# Doré (Burkina Faso)
Pour les articles homonymes, voir Doré.
Doré est une localité située dans le département de Kaïn de la province du Yatenga dans la région Nord au Burkina Faso. 

## Économie
L'économie du village, traditionnellement agro-pastorale, a été profondément bouleversée par l'exploitation des filons aurifères découverts sur son territoire vers 2010.

## Santé et éducation
Le centre de soins le plus proche de Doré est le centre de santé et de promotion sociale (CSPS) de Kaïn tandis que le centre hospitalier régional (CHR) se trouve à Ouahigouya.
Le village possède une école primaire publique.